# San Bartolomé de las Abiertas
San Bartolomé de las Abiertas es un municipio y localidad española de la provincia de Toledo, en la comunidad autónoma de Castilla-La Mancha. El término municipal, ubicado en las Tierras de Talavera, tiene una población de 603 habitantes (INE 2024).

## Toponimia
El término San Bartolomé se debe a que los fundadores de la población decidieron elegir el nombre de uno de los santos que devotaban echándolo a suertes. Las Abiertas por las características del emplazamiento, una zona deforestada, plana y rasa. Anteriormente se llamó San Bartolomé de Valdecelada, San Bartolomé de la Raña y ya en el siglo XVIII su actual nombre.

## Geografía
Linda con los términos municipales de Las Herencias, La Pueblanueva, San Martín de Pusa, Santa Ana de Pusa, Retamoso de la Jara y Alcaudete de la Jara, todos de la provincia de Toledo.

## Historia
En un inicio, San Bartolomé y Las Abiertas eran dos poblaciones independientes.
El lugar de Las Abiertas se cree que fue fundado a finales del siglo XV, con licencia de la justicia y regimiento de la villa de Talavera. Fue fundado por Rodrigo Alonso (conocido como Rodrigo Alonso de Las Abiertas por ser el primero) y Martín Hernández, unos labradores originarios de Cazalegas y San Martín de Pusa, respectivamente. En el año 1576, ya vivían alrededor de 35 vecinos.
Por otro lado, San Bartolomé de Valdecelada fue fundado a principios del siglo XVI, pero pronto pasaría a llamarse San Bartolomé de la Raña, según figura en las respuestas al Interrogatorio de 1575 mandado por Felipe II.
A mediados del siglo XVIII, San Bartolomé absorbe al vecindario vecino y pasa a denominarse San Bartolomé de las Abiertas.
Hacia mediados del siglo XIX, el lugar tenía contabilizada una población de 480 habitantes. Aparece descrito en el primer volumen del Diccionario geográfico-estadístico-histórico de España y sus posesiones de Ultramar de Pascual Madoz de la siguiente manera:

ABIERTAS (San Bartolome de las): l. con ayunt. de la prov. y dioc. de Toledo (9 leg.), part. jud. y adm. de rent. de Talavera de la Reina (3), aud. terr. y c. g. de Madrid (19): sit. en medio de una gran llanura, le combaten todos los vientos, disfrutando por esta razon un clima templado; sus enfermedades mas comunes son las catarrales: tiene 120 casas; una sala para las sesiones de ayunt., cárcel, escuela de primera educacion, dotada de los fondos públicos, á la que concurren 50 niños, é igl. parr. dedicada al apóstol S. Bartolomé: carece de fuentes y sus vec. se sirven de aguas de pozo bastante gruesas, pero saludables: á 200 pasos del pueblo existe la ermita de Ntra. Sra. de la Antigua; sirve de capilla al cementerio, contiguo á ella, y en sit. llana y pintoresca. Confina el term. al N. con el do S. Martin de Pusa á 2 leg., E. con el de Santa Ana, á 1 leg., S. con el de Alcaudete, á 2 leg. O. con las Herencias y Puebla-nueva de 1 á 3 leg.: entre los muchos cas. y labranzas que comprende es de notar el desp. llamado las Abiertas (V.), que lo fue en principios de este siglo, y las nombradas de Varailes, á 1/2 leg. de dist., los Valles á 1/4, Porquillas á 1, Pelayos á 1, Doña Ana á 1/2 y otras varias de menos consideracion: le baña el arroyuelo llamado Sangrera que nace á 4 leg. del pueblo; corre de S. á N. dejándole á su der. y entra en el Tajo, á leg. y media del mismo. El terreno es quebrado en su mayor parte y de inferior calidad, le hay tambien bueno y muy apropósito para cereales: los caminos son locales: se recibe la correspondencia en Talabera por medio de propio, en los mismos dias señalados en esta v. Prod. trigo, cebada y garbanzos; hay ademas ganado lanar, cabrio, vacuno y de cerda, y se crian conejos, liebres y perdices. Pobl. 120 vec.: 480 alm. Cap. prod. 1,685,990. rs., imp. 43,449 rs.
(Madoz, 1845, p. 55)

## Demografía
Cuenta con una población de 603 habitantes (INE 2024).
| Gráfica de evolución demográfica de San Bartolomé de las Abiertas entre 1842 y 2021                                   |
| |
| Población de derecho según los censos de población del INE. Población de hecho según los censos de población del INE. |

## Administración
| Periodo   | Nombre                          | Partido |
| --------- | ------------------------------- | ------- |
| 1991-1995 | Santiago Mora Serrano           | CDS     |
| 1995-1999 | Santiago Mora Serrano           | UC      |
| 2003-2007 | Mateo Ramos Ramos               | PP      |

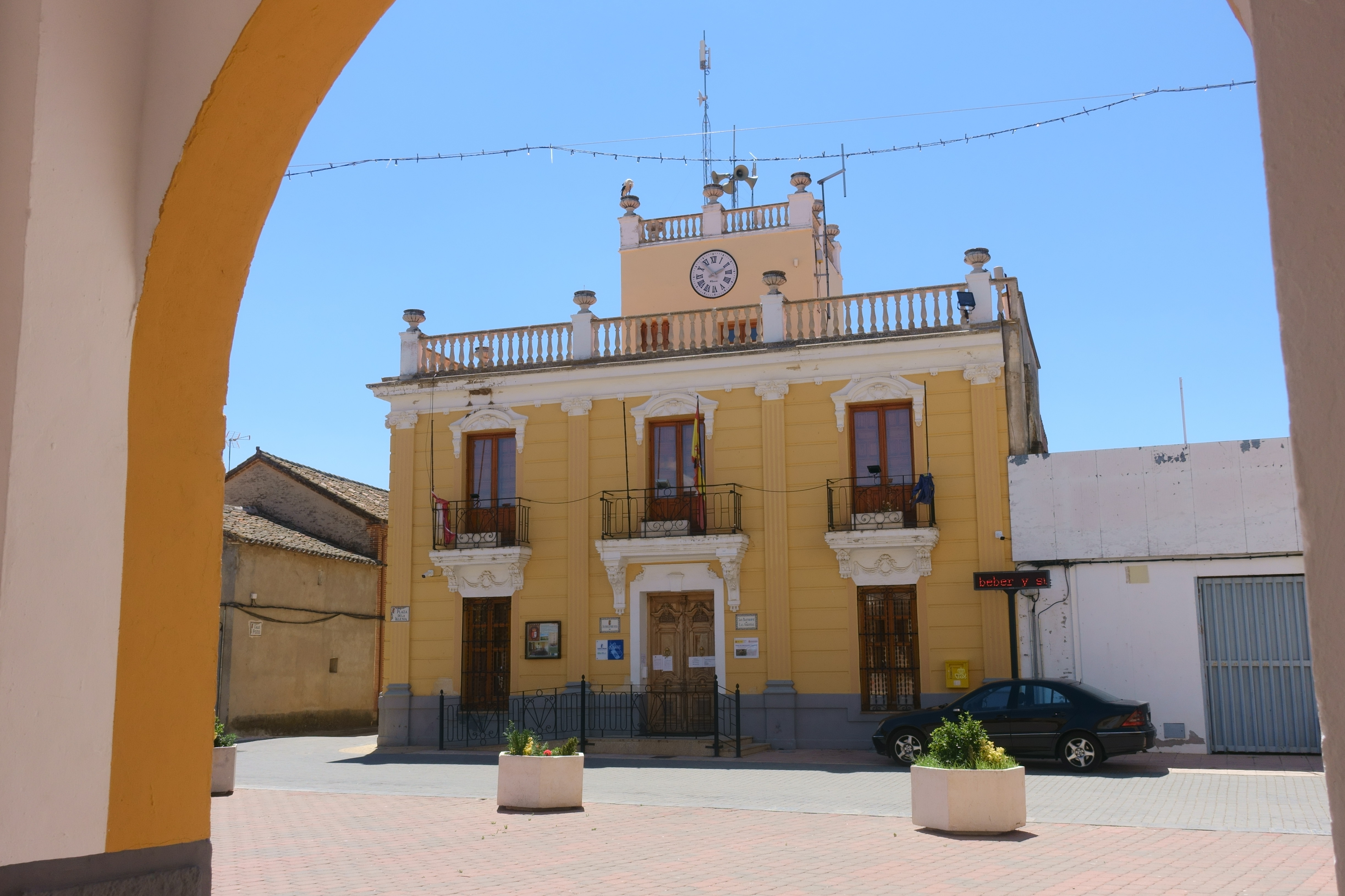
Casa consistorial

| 2007-2011 | Esteban Benito Blázquez Pascual | PSOE    |
| 2011-2015 | Esteban Benito Blázquez Pascual | PSOE    |
| 2015-2019 | Esteban Benito Blázquez Pascual | PSOE    |
| 2019-2023 | Esteban Benito Blázquez Pascual | PSOE    |
| 2023-act. | Esteban Benito Blázquez Pascual | PSOE    |

## Patrimonio

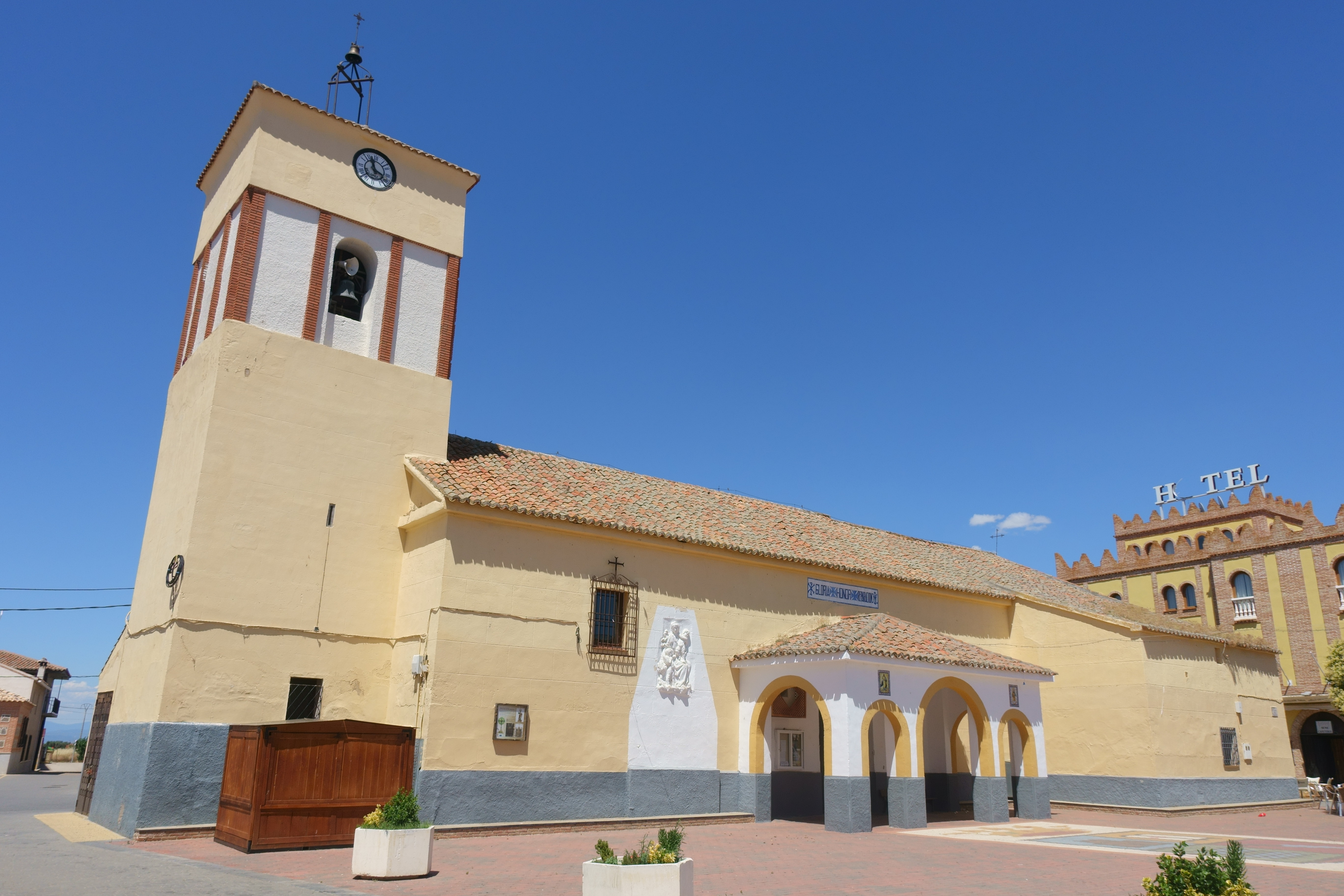
Iglesia de San Bartolomé Apóstol

- Iglesia parroquial de San Bartolomé.[1]
- Antigua casa del cura, que es el actual edificio del ayuntamiento de San Bartolomé de las Abiertas.
- Casa de Getsemaní
- También destacan varias edificaciones que se diferencian del resto porque están construidas del material que utilizaban antiguamente: piedra.

## Fiestas
- Se celebran fiestas con los vecinos en honor al patrón del día 23 al 27 de agosto, aunque la semana de antes es, normalmente, la semana cultural en la que se realizan juegos (gymkanas, concursos de fotografía, padel, fútbol...; karaokes, colchonetas inflables, castillos hinchables en la piscina municipal, y trenecito para los más pequeños de la familia), actividades culturales, y juegos dirigidos especialmente a los niños aunque también hay campeonatos para los más mayores. El día del Santo, 24 de agosto, se celebra el conocidísimo baile de La Pera, consistente en dar saltos con un pie mientras se cruza el otro por delante al ritmo de la música. A la vez que se cruza el pie, con la misma mano se sujeta una pera y se balancea por encima de la cabeza mientras el otro brazo se mantiene en forma de jarra. La disposición de las personas es en dos filas, cruzándose una fila con otra cuando termina la estrofa musical. Son varias las leyendas sobre el origen de dicho baile. La más popular cuenta que una paisana del pueblo paseaba con un cesto lleno de peras cuando fue sorprendida por una serpiente en el camino. La mujer, asustada, tomó una pera del cesto y comenzó a dar saltos para intentar ahuyentar al reptil. Y desde ese momento comenzó la tradición.